# Richard S. Hamilton
Richard Streit Hamilton (10 tháng 1 năm 1943 – 29 tháng 9 năm 2024) là một nhà toán học Hoa Kỳ đang giữ chức giáo sư Davies tại đại học Columbia.

## Tiểu sử
Hamilton nhận bằng cử nhân năm 1963 từ đại học Yale, bằng tiến sĩ (Ph.D) năm 1966 từ đại học Princeton dưới sự hướng dẫn của giáo sư Robert Gunning. Ông sau đó tham gia giảng dạy tại đại học California ở Irvine, đại học California ở San Diego, Đại học Cornell và đại học Columbia.
Hamilton đã có những đóng góp quan trọng trong lĩnh vực hình học vi phân mà đặc biệt là giải tích hình học. Ông được biết đến là người đã phát minh ra dòng Ricci (Ricci flow) và tạo ra một chương trình cụ thể để dẫn tới chứng minh của Perelman về giả thuyết Hình học hoá Thurston cũng như giả thuyết Poicaré.
Halmilton nhận giải hình học Osward Velben năm 1996 và giải nghiên cứu Clay năm 2003. Ông là thành viên của Viện Hàn lâm Khoa học Quốc gia Hoa Kỳ từ năm 1999 và là thành viên Viện Hàn lâm Khoa học và Nghệ thuật Hoa Kỳ từ năm 2003. Ông cũng nhận giải Leroy P.Steele từ Hội toán học Mỹ vào năm 2009.
Tháng 3 năm 2010, Perelman được thông báo đã đủ tiêu chuẩn để nhận giải Thiên niên kỷ đầu tiên cho chứng minh giả thuyết Poicaré. Tuy nhiên, vào tháng 7 cùng năm, Perelman đã từ chối giải thưởng với lý do rằng những đóng góp của Perelman đối với việc chứng minh giả thuyết Poicaré không nhiều hơn Hamilton, người đã khởi xướng chương trình nhằm đi tới lời giải.
Tháng 6 năm 2011, ông nhận giải Shaw cùng với Demetrios Christodoulou cho những đóng góp có tính cách mạng về phương trình vi phân đạo hàm riêng phi tuyến trong hình học Lorentz và hình học Riemann cũng như áp dụng trong thuyết tương đối rộng và tô pô.

## Xuất bản chính
- Hamilton, Richard S. Harmonic maps of manifolds with boundary. Lecture Notes in Mathematics, Vol. 471. Springer-Verlag, Berlin-New York, 1975. i+168 pp. doi:10.1007/BFb0087227
- Hamilton, Richard S. The inverse function theorem of Nash and Moser. Bull. Amer. Math. Soc. (N.S.) 7 (1982), no. 1, 65–222.
- Hamilton, Richard S. Three-manifolds with positive Ricci curvature. J. Differential Geometry 17 (1982), no. 2, 255–306. doi:10.4310/jdg/1214436922
- Gage, M.; Hamilton, R.S. The heat equation shrinking convex plane curves. J. Differential Geom. 23 (1986), no. 1, 69–96. doi:10.4310/jdg/1214439902
- Hamilton, Richard S. Four-manifolds with positive curvature operator. J. Differential Geom. 24 (1986), no. 2, 153–179. doi:10.4310/jdg/1214440433
- Hamilton, Richard S. The Ricci flow on surfaces. Mathematics and general relativity (Santa Cruz, CA, 1986), 237–262, Contemp. Math., 71, Amer. Math. Soc., Providence, RI, 1988.
- Hamilton, Richard S. A matrix Harnack estimate for the heat equation. Comm. Anal. Geom. 1 (1993), no. 1, 113–126. doi:10.4310/CAG.1993.v1.n1.a6
- Hamilton, Richard S. The Harnack estimate for the Ricci flow. J. Differential Geom. 37 (1993), no. 1, 225–243. doi:10.4310/jdg/1214453430
- Hamilton, Richard S. A compactness property for solutions of the Ricci flow. Amer. J. Math. 117 (1995), no. 3, 545–572. doi:10.2307/2375080
- Hamilton, Richard S. The formation of singularities in the Ricci flow. Surveys in differential geometry, Vol. II (Cambridge, MA, 1993), 7–136, Int. Press, Cambridge, MA, 1995. doi:10.4310/SDG.1993.v2.n1.a2
- Hamilton, Richard S. Four-manifolds with positive isotropic curvature. Comm. Anal. Geom. 5 (1997), no. 1, 1–92. doi:10.4310/CAG.1997.v5.n1.a1